# Catharina Lodders

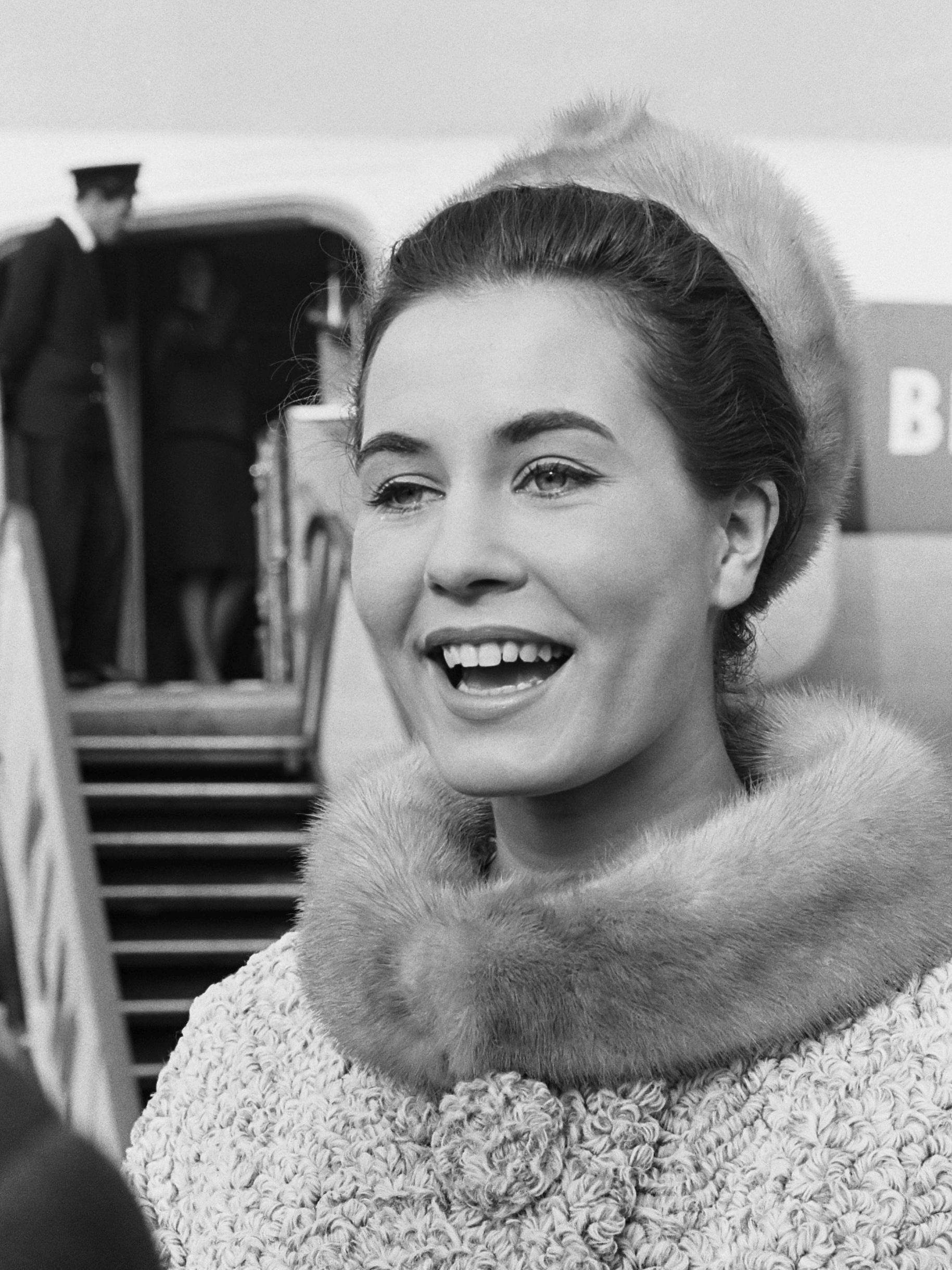
Catharina Lodders (1963)

Catharina Johanna Lodders (* 18. August 1942) ist ein ehemaliges niederländisches Fotomodell. Sie wurde 1962 nach ihrer Wahl zur Miss Holland in London zur Miss World gekrönt und gewann nach Corine Rottschäfer als zweite Niederländerin diesen Titel. Damit trat sie die Nachfolge von Rosemarie Frankland an und wurde im Folgejahr von der Jamaikanerin Carole Joan Crawford als Miss World abgelöst. 
1963 heiratete Lodders den US-amerikanischen Sänger Chubby Checker. Die beiden haben drei Kinder. 